# Tibor Gécsek
Tibor Gécsek madžarski atlet slovenskega rodu, metalec kladiva, od 10. novembra 2002 podpredsednik Madžarske atletske zveze, * 22. september 1964, Monošter (Slovenska ves).
V svoji tekmovalni karieri je Tibor Gécsek dosegel dve zaporedni bronasti medalji s svetovnih prvenstev v letih 1993 in 1995. Kasneje istega leta je dobil zaradi jemanja nedovoljenih poživil štiriletno prepoved nastopanja, naslednje leto skrajšano na dve leti. Leta 1998 je z doseženimi 82,87 metri postal evropski prvak. Istega leta je v Zalaegerszegu z dolžino 83,68 metra dosegel svoj osebni rekord. 10. novembra 2002 je postal podpredsednik Madžarske atletske zveze.

## Dosežki
- 1987; 7. mesto; Svetovno prvenstvo; Rim, Italija; 77.56 m
- 1988; 6. mesto; Olimpijske igre; Seul, Južna Koreja; 78.36 m
- 1990; 2. mesto; Evropsko prvenstvo; Split, Jugoslavija; 80.14 m
- 1991; 4. mesto; Svetovno prvenstvo; Tokio, Japonska; 78.98 m
- 1992; 4. mesto; Olimpijske igre; Barcelona, Španija; 77.78 m
- 1992; 1. mesto; IAAF Svetovni pokal; Havana, Kuba; 80.44 m
- 1993; 3. mesto; Svetovno prvenstvo; Stuttgart, Nemčija; 79.54 m
- 1994; 5. mesto; Evropsko prvenstvo; Helsinki, Finska; 77.62 m
- 1995; 3. mesto; Svetovno prvenstvo; Göteborg, Švedska; 80.98 m
- 1998; 1. mesto; Evropsko prvenstvo; Budimpešta, Madžarska; 82.87 m
- 1999; 4. mesto; Svetovno prvenstvo; Sevilla, Španija; 78.95 m
- 2000; 7. mesto; Olimpijske igre; Sydney, Avstralija; 77.70 m
- 2002; 6. mesto; Evropsko prvenstvo; München, Nemčija; 79.25 m